# Big Cub Geyser
Big Cub Geyser est un geyser de type « cône » situé dans le Upper Geyser Basin dans le parc national de Yellowstone aux États-Unis.
Big Cub fait partie du Lion Group, un groupe de geysers partageant tous une connexion souterraine. Les autres geysers de ce groupe sont Lion Geyser, Lioness Geyser et Little Cub Geyser.

## Éruptions
Big Cub n'entre quasiment jamais en éruption. Sa dernière éruption connue était en 1998. Les intervalles entre deux éruptions durant des décennies ne sont pas rares. Ses éruptions, quand elles se produisent, sont spectaculaires, atteignant une hauteur de 15 m et durant environ 4 minutes. De temps en temps, lui et Lioness Geyser crachotent de l'eau mais cela ne conduit que rarement à une éruption.